# Laëtitia Tonazzi
Laetitia Tonazzi (de son nom complet Laëtitia Françoise Andrée Tonazzi), née le 31 janvier 1981 à Créteil, est une footballeuse internationale française qui évolue au poste d'attaquante. Elle joue au Montpellier HSC (Division 1 féminine) et en équipe de France.

## Biographie

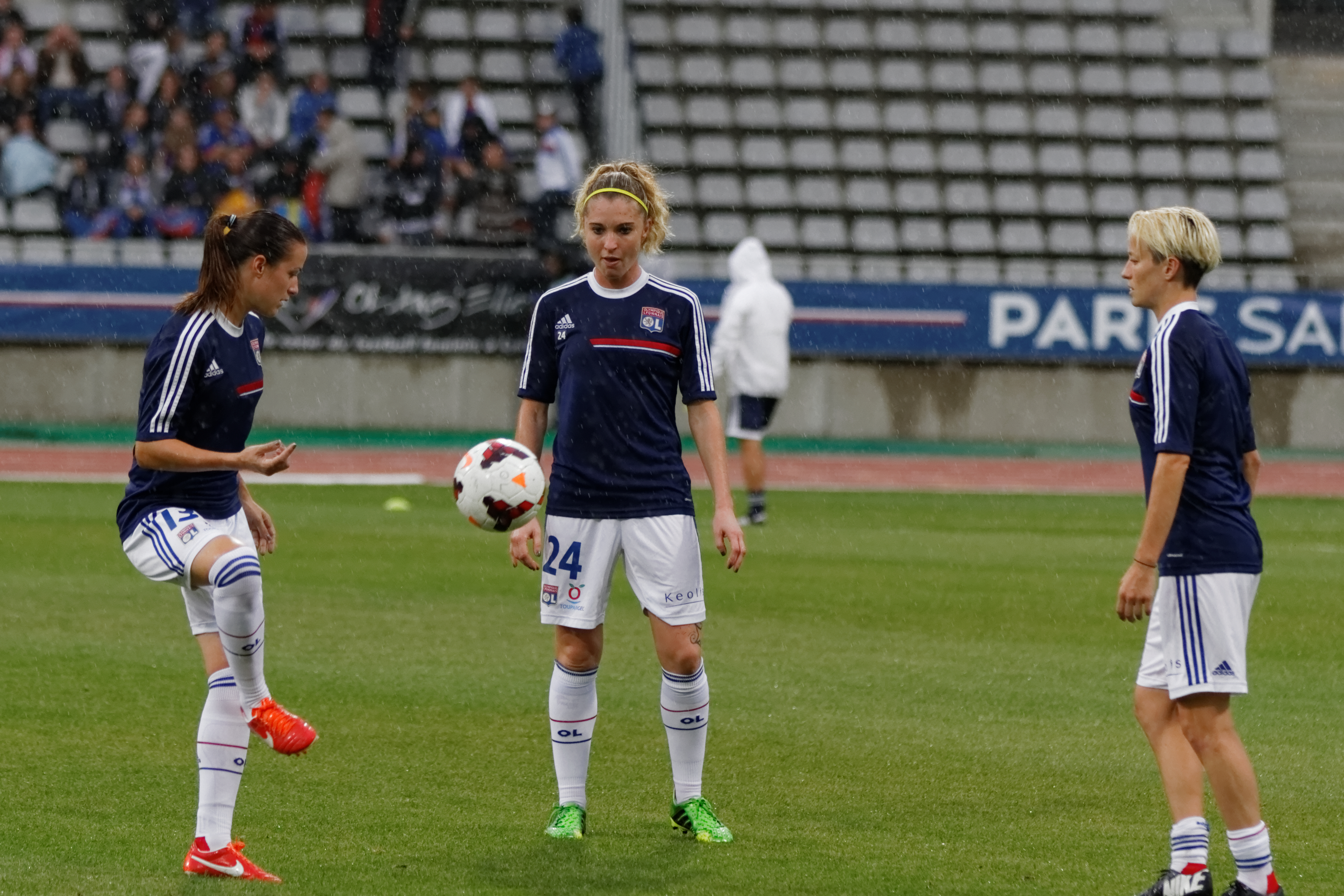
A l'échauffement avec Mélissa Plaza et Megan Rapinoe (saison 2013-2014 avec l'OL)

Laetitia, surnommée "Toto", fait sa première apparition en équipe de France le 20 avril 2002 face à la République Tchèque. Elle a participé à la Coupe du monde 2003 et à l'Euro 2009 sous les couleurs françaises et compte aujourd'hui 66 sélections et 15 buts.
Après 11 saisons passées au Juvisy FCF, elle signe à l'Olympique Lyonnais Féminin en 2012 où elle évoluera pendant deux saisons avant de signer un contrat de deux ans au MHSC.
Laetitia a terminé meilleure buteuse du Championnat de France de Division 1 Féminine à deux reprises avec le club de Juvisy FCF : lors de la saison 2007-2008 en inscrivant 27 buts (avec notamment un quintuplé lors de la dernière journée face à Évreux), et lors de la saison 2010-2011 avec 20 buts inscrits.

## Statistiques

### En club
| Saison                | Club                  | Championnat           | Championnat | Championnat | Coupe(s) nationale(s) | Coupe(s) nationale(s) | Compétition(s) continentale(s) | Compétition(s) continentale(s) | Compétition(s) continentale(s) | Play-offs | Play-offs | Total | Total |
| Saison                | Club                  | Division              | M.          | B.          | M.                    | B.                    | Comp.                          | M.                             | B.                             | M.        | B.        | M.    | B.    |
| 1995-1996             | VGA Saint-Maur        | National 1A           |             |             | -                     | -                     | -                              | -                              | -                              | -         | -         | 0     | 0     |
| 1996-1997             | VGA Saint-Maur        | National 1A           |             |             | -                     | -                     | -                              | -                              | -                              | -         | -         | 0     | 0     |
| 1997-1998             | VGA Saint-Maur        | National 1A           |             |             | -                     | -                     | -                              | -                              | -                              | -         | -         | 0     | 0     |
| 1998-1999             | VGA Saint-Maur        | National 1B           |             |             | -                     | -                     | -                              | -                              | -                              | -         | -         | 0     | 0     |
| 1999-2000             | VGA Saint-Maur        | National 1B           |             |             | -                     | -                     | -                              | -                              | -                              | -         | -         | 0     | 0     |
| 2000-2001             | VGA Saint-Maur        | National 1B           |             |             | -                     | -                     | -                              | -                              | -                              | -         | -         | 0     | 0     |
| Sous-total            | Sous-total            | Sous-total            |             |             |                       |                       | -                              | -                              | -                              | -         | -         | 0     | 0     |
| 2001-2002             | FCF Juvisy            | Division 1            | 10+         | 14          | 1+                    | 0+                    | -                              | -                              | -                              | 3         | 0         | 14    | 14    |
| 2002-2003             | FCF Juvisy            | Division 1            | 8+          | 12          | 1+                    | 3+                    | -                              | -                              | -                              | 3         | 3         | 12    | 18    |
| 2003-2004             | FCF Juvisy            | Division 1            | 22          | 14          | 1+                    | 1+                    | C1                             | 3                              | 2                              | 2         | 4         | 28    | 21    |
| 2004-2005             | FCF Juvisy            | Division 1            | 15          | 12          | 1+                    | 1+                    | -                              | -                              | -                              | -         | -         | 16    | 13    |
| 2005-2006             | FCF Juvisy            | Division 1            | 22          | 14          | 1+                    | 1                     | -                              | -                              | -                              | -         | -         | 23    | 15    |
| 2006-2007             | FCF Juvisy            | Division 1            | 22          | 16          | 1+                    | 3                     | C1                             | 3                              | 4                              | -         | -         | 26    | 23    |
| 2007-2008             | FCF Juvisy            | Division 1            | 21          | 27          | 4                     | 2                     | -                              | -                              | -                              | -         | -         | 25    | 29    |
| 2008-2009             | FCF Juvisy            | Division 1            | 12          | 15          | 1                     | 3                     | -                              | -                              | -                              | -         | -         | 13    | 18    |
| 2009-2010             | FCF Juvisy            | Division 1            | 16          | 12          | 4                     | 3                     | -                              | -                              | -                              | -         | -         | 20    | 15    |
| 2010-2011             | FCF Juvisy            | Division 1            | 22          | 20          | 5                     | 6                     | C1                             | 9                              | 9                              | -         | -         | 36    | 35    |
| 2011-2012             | FCF Juvisy            | Division 1            | 21          | 8           | 3                     | 3                     | -                              | -                              | -                              | -         | -         | 24    | 11    |
| Sous-total            | Sous-total            | Sous-total            | 191         | 164         | 23                    | 26                    | -                              | 15                             | 14                             | 8         | 7         | 237   | 211   |
| 2012-2013             | Olympique lyonnais    | Division 1            | 17          | 17          | 4                     | 10                    | C1                             | 8                              | 6                              | -         | -         | 29    | 33    |
| 2013-2014             | Olympique lyonnais    | Division 1            | 21          | 15          | 6                     | 4                     | C1                             | 4                              | 2                              | -         | -         | 31    | 21    |
| Sous-total            | Sous-total            | Sous-total            | 38          | 32          | 10                    | 14                    | -                              | 12                             | 8                              | -         | -         | 60    | 54    |
| 2014-2015             | Montpellier HSC       | Division 1            | 20          | 6           | 5                     | 3                     | -                              | -                              | -                              | -         | -         | 25    | 9     |
| 2015-2016             | Montpellier HSC       | Division 1            | 11          | 10          | 3                     | 3                     | -                              | -                              | -                              | -         | -         | 14    | 13    |
| 2016-2017             | Montpellier HSC       | Division 1            | 8           | 3           | 0                     | 0                     | -                              | -                              | -                              | -         | -         | 8     | 3     |
| 2017-2018             | Montpellier HSC       | Division 1            | 5           | 1           | 1                     | 0                     | C1                             | 1                              | 0                              | -         | -         | 7     | 1     |
| Sous-total            | Sous-total            | Sous-total            | 44          | 20          | 9                     | 6                     | -                              | 1                              | 0                              | -         | -         | 54    | 26    |
| Total sur la carrière | Total sur la carrière | Total sur la carrière | 273         | 216         | 42                    | 46                    | -                              | 28                             | 22                             | 8         | 7         | 351   | 291   |

- « Challenge de france - saison 2003-04 », sur christophe-ringaud.com (consulté le 31 décembre 2023)
- https://www.leparisien.fr/essonne-91/juvisy-piege-05-06-2002-2003128190.php

## Palmarès
- Championne de France : 2003 et 2006 (Juvisy FCF); 2013 et 2014 (Olympique lyonnais).
- Vainqueur du Challenge de France et de la Coupe de France : 2005 (Juvisy FCF), 2013 et 2014 (Olympique lyonnais).
- Meilleure buteuse du Championnat de France féminin 2007-2008 : 27 buts (Juvisy FCF).
- Meilleure buteuse du Championnat de France féminin 2010-2011 : 20 buts (Juvisy FCF).

## Vie personnelle
Laetitia Tonazzi est fonctionnaire territoriale de catégorie C au Conseil général de l'Essonne. Cet emploi lui permet de gagner sa vie, comme elle l'a dévoilé en octobre 2011 au Nouvel Observateur.